# 日本三名山
日本三名山（にほんさんめいざん）は、日本の名山（名高い山、もしくは、高評価の山）の三大として、富士山・白山・立山を束ねた名数である。略して三名山とも呼ばれる。

## 概要
挙げられた三山は、日本三霊山と同じ、日本三大霊山とはほぼ重複する一方、日本四名山とは富士山と立山が共通するに留まる。同じ山が選ばれているというだけで日本三霊山や日本三大霊山と混同されることが多いが、この語「日本三名山」は1970年代以前には見られず、山岳信仰に基づく旧来の登山（cf.　山岳信仰と登山）とは異なるレジャーとしての登山が普及するに連れて用いられるようになった呼称と考えられる。その意味で、信仰を主たる背景とする日本三霊山や日本三大霊山などとは異質、山を愛する近代日本人の一人が旧来とは異なる評価基準（登山家から見た評価を主として、一般的観光評価も含む）をもって選定した日本四名山や日本百名山などとは同質もしくは類似の語と言える。

## 日本三名山の一覧

### 富士山
静岡県（富士宮市、裾野市、富士市、御殿場市、小山町）と山梨県（富士吉田市、鳴沢村）に跨る独立峰。標高3,776 mの日本最高峰（cf.　国別の最高地点一覧）。成層火山。日本を代表し、象徴ともされる名山。浅間信仰の対象であり、山頂には富士山本宮浅間大社の奥宮がある。富士講のある地域では、裾野が富士山に似ている山を富士山に見立てて、山頂に浅間神社が建立されていることが多い。
日本三霊山・日本三大霊山・日本三名山・日本四名山のいずれでも、筆頭に挙げられる。

### 白山
石川県（白山市）と岐阜県（白川村）に跨る山で、両白山地の最高峰。標高2,702 mの成層火山。白山信仰の対象で、山頂には白山比咩神社の奥宮があり、日本の各地に白山神社がある。
日本三霊山・日本三大霊山・日本三名山に挙げられる一方、日本四名山には挙げられていない。日本三大霊山では、白山ではなく御嶽山（長野県の御嶽山）を挙げる場合がある。

### 立山
富山県南東部にある飛騨山脈北部の群峰、雄大な山塊（立山連峰、及び、後立山連峰）。立山本峰にて、雄山（主峰:標高3,003 m）、大汝山（最高峰:標高3,015 m）、富士ノ折立（標高2,999 m）等を頂点とした峰を連ね、立山三山(浄土山、同雄山、別山)を中心に連山連峰の群峰が広がる山塊。山塊を立山信仰の対象とし立体的な立山曼荼羅を体現している。須弥山を表す。立山本峰の雄山には雄山神社の峰本社がある。
日本三霊山・日本三大霊山・日本三名山・日本四名山に挙げられる。日本三大霊山では、立山ではなく御嶽山（長野県の御嶽山）を挙げる場合がある。

## 地理

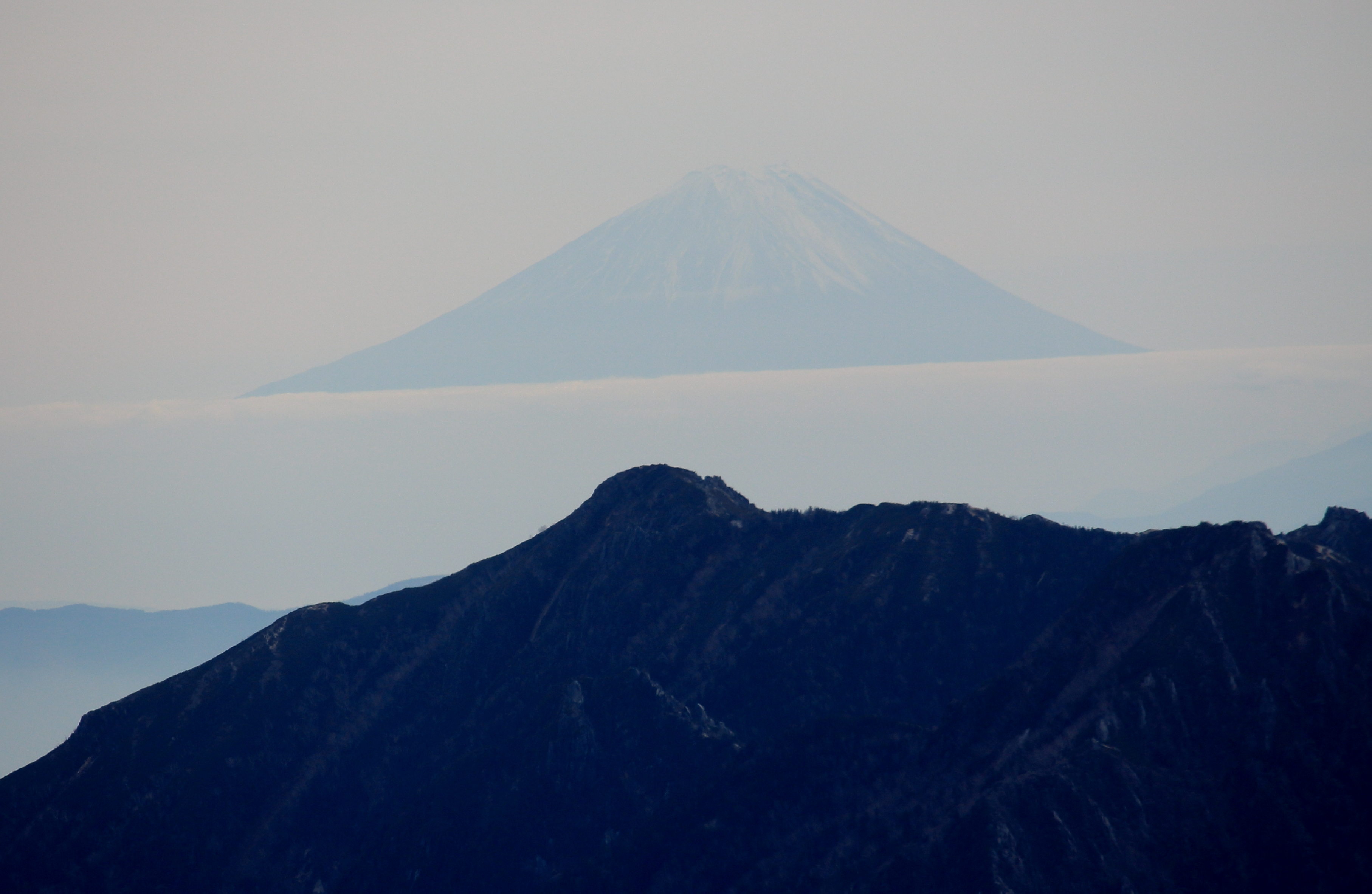
立山から望む富士山

富士山は山梨県と静岡県の最高峰であり、富士箱根伊豆国立公園内にあり、白山の東南東約198 km、立山の南東約168 kmに位置する。白山は石川県の最高峰であり、白山国立公園内にあり、立山の西南西約90 kmに位置する。立山は富山県に最高峰があり、中部山岳国立公園内にあり、山頂から富士山と白山を望むことができる。白山からは富士山との間に御嶽山（長野県）などがあることから、山頂から富士山を望むことができない。